# Castello di San Donato in Perano
Il castello di San Donato in Perano si trova nell'omonima località nella parte settentrionale del territorio comunale di Gaiole in Chianti, in provincia di Siena.

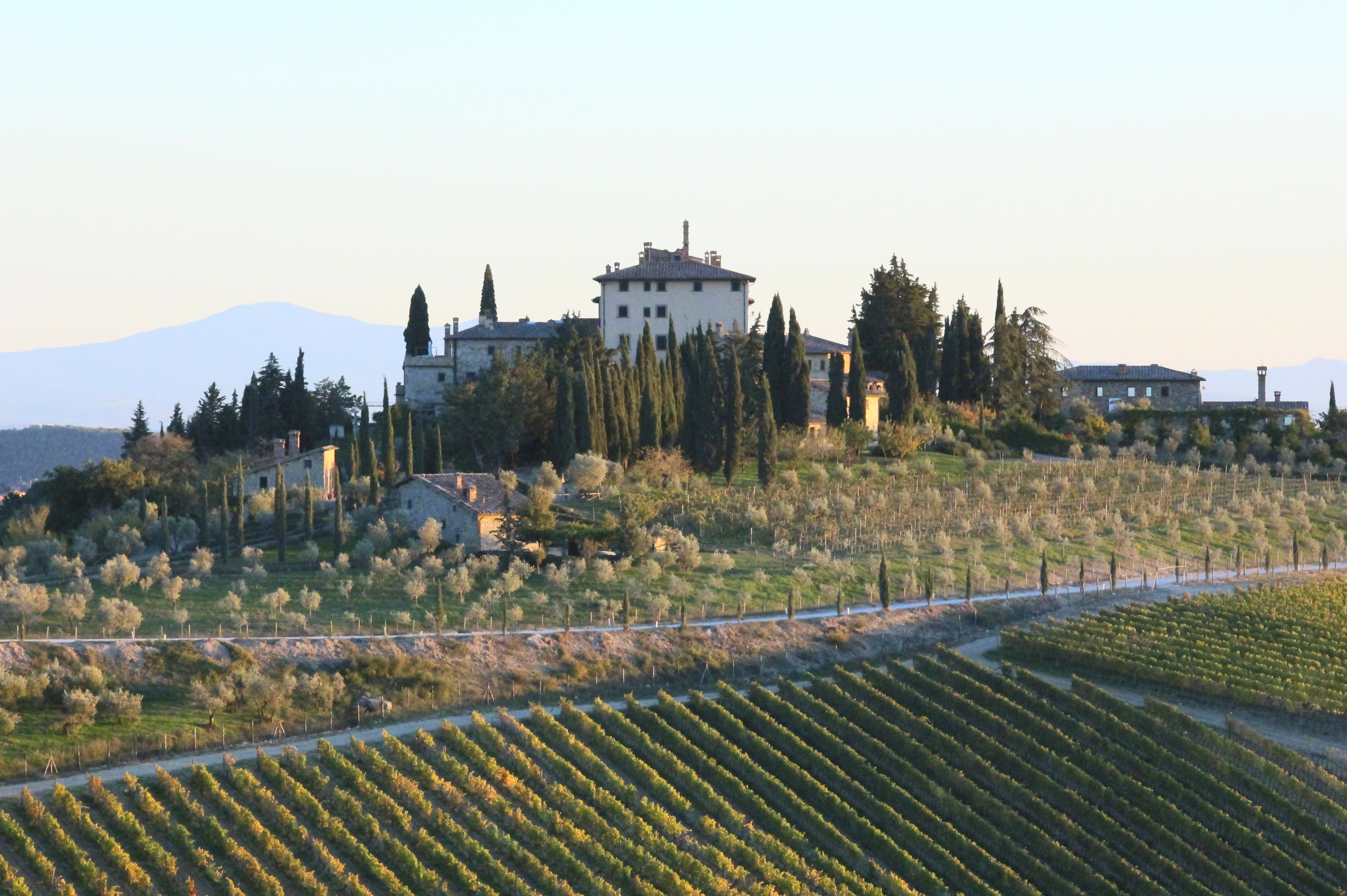
Panorama di San Donato in Perano

## Storia
Il castello venne edificato nel corso del X secolo nei pressi della preesistente cappella di San Donato, su un'area collinare dove erano ubicati preesistenti insediamenti di epoca etrusca e romana.
Il complesso architettonico divenne una struttura militare strategica con funzioni difensive nell'area di confine tra il territorio fiorentino in cui rientrava e quello senese, per poi essere trasformato in fattoria fortificata nel corso della seconda metà del Cinquecento a seguito della definitiva caduta della Repubblica di Siena e la sua definitiva annessione al Granducato di Toscana.
Acquistato dagli Strozzi nel corso della seconda metà del Cinquecento a seguito della dismissione della struttura militare, il complesso venne trasformato in fattoria agricola rimanendo in possesso della famiglia fiorentina fino al 1967, anno in cui è passato di proprietà ad un'azienda agricola.

## Descrizione
Il complesso, parzialmente cinto da mura rivestite in pietra con coronamento sommitale, si presenta come una villa seicentesca a pianta rettangolare che si articola su tre livelli, a seguito degli interventi di ristrutturazione effettuati dopo la dismissione della struttura militare. Una cappella privata venne realizzata al piano nobile dell'edificio padronale, mentre all'esterno venne realizzato un giardino all'italiana davanti al fronte meridionale del complesso architettonico.
Attorno all'edificio padronale, furono edificati altri corpi di fabbrica dopo la trasformazione del complesso in fattoria agricola.